# شهرداری سن بورخا
شهرداری سن بورخا (به اسپانیایی: San Borja) یک شهرداری در بولیوی است که در استان خوزه بالیویان واقع شده‌است. شهرداری سان برژا ۱۳٬۳۵۰ کیلومتر مربع مساحت و ۳۴٬۳۶۳ نفر جمعیت دارد و ۲۰۰ متر بالاتر از سطح دریا واقع شده‌است.